# La casa dei pulcini
La casa dei pulcini è un film muto italiano del 1924 diretto da Mario Camerini.

## Trama
Tre bambini frequentano un istituto confinante con una scuola media dove studia Lauretta. I ragazzi fanno amicizia con lei e decidono una notte di andare a vedere i fuochi d'artificio, ma uno dei bambini viene ferito da una bomba. Questa situazione fa sì che il padre e la bambinaia del bambino ferito s'innamorino.